# Ajak Riak
Ajak Chol Riak (Nairobi, 12 dicembre 2000) è un calciatore australiano naturalizzato sudsudanese, attaccante dell'AGMK Olmaliq e della nazionale sudsudanese.

## Carriera

### Club
Nato in Kenya, si trasferisce in Australia da bambino, dove gioca per svariati club giovanili della National Premier Leagues Western Australia. L'esordio in prima squadra avviene nel 2022 con la maglia del Bentleigh Greens. L'anno dopo è la volta del South Melbourne, formazione con cui arriva a doppia cifra in campionato.
Nel gennaio del 2024, firma un contratto per la formazione indonesiana del PSS Sleman, rimanendovi fino al giugno dello stesso anno, quando firma un contratto con la formazione moldava dello Sheriff Tiraspol.

### Nazionale
Benché in possesso della cittadinanza australiana, nel 2023 accetta la chiamata di Stefano Cusin, CT della nazionale di calcio del Sudan del Sud. Esordisce in nazionale il 23 marzo dello stesso anno, in un match di qualificazione alla Coppa d'Africa contro la nazionale del Congo.